# Distretto di Tournavista
Il distretto di Tournavista è uno dei cinque distretti della provincia di Puerto Inca, in Perù. Si trova nella regione di Huánuco e si estende su una superficie di 2.043,32 chilometri quadrati.